# Coomansus mesadenus
Coomansus mesadenus är en rundmaskart som först beskrevs av Clark 1960.  Coomansus mesadenus ingår i släktet Coomansus, ordningen Mononchida, klassen Adenophorea, fylumet rundmaskar och riket djur. Inga underarter finns listade i Catalogue of Life.